# 早期现代英语圣经翻译
早期现代英语圣经翻译指的是在1500年至1800年间进行的圣经翻译，即早期现代英语时期。这是圣经首次被翻译成英语的重要时期，包括《英王詹姆斯版圣经》和《杜阿伊圣经》。宗教改革和反改革导致人们需要用本地语言来阅读圣经，各个团体都相继出版了自己的版本。
尽管威克里夫圣经在新教改革之前就已存在，但英国实际上是欧洲最后一个拥有印刷本地语圣经的国家之一。这其中有几个原因。首先，亨利八世希望避免异端的传播，这一点在提恩达尔的《新约全书》和日内瓦圣经的页边注中得到了证明。其次，罗马天主教教义中的教宗教义将教会描述为对圣经解释的最终权威；在动荡的宗教改革年代，人们并不认为鼓励私人对圣经的解释，从而引发可能的异端，会有所帮助。
早期印刷的英文圣经中有几个被镇压，至少是暂时被镇压。亨利八世抱怨了提恩达尔的“有害注释”，只容忍了考弗代尔和马修圣经，因为出版商仔细避免了提恩达尔的涉及。后来，因为玛丽一世的罗马天主教信仰，1539年的“授权大圣经”被镇压了。